# Un Otelo

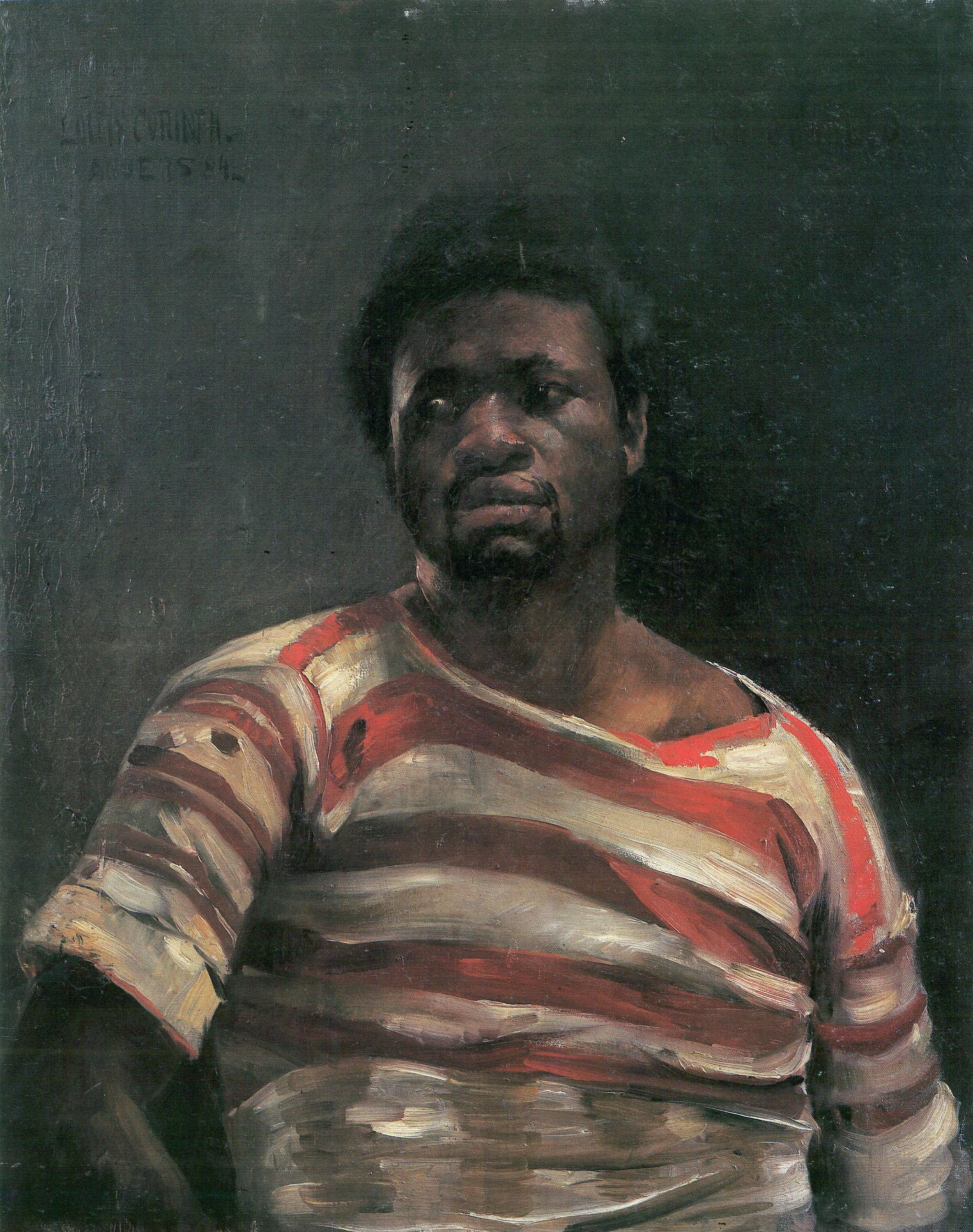
Un Otelo, 1884.

Un Otelo (en alemán, Een Othello) es un cuadro del pintor alemán Lovis Corinth, realizado en 1884, que mide 78 × 58,5 centímetros. Es el retrato de un trabajador africano al que el artista había visto en el puerto de Amberes ese verano. La pintura está ahora en una colección privada.

## Contexto
En el verano de 1884, Corinth se quedó en Amberes durante tres meses y estudió con Paul Gorge. En el estudio de Gorge pintó cuatro obras, incluida esta, el retrato de un hombre africano negro que había visto trabajando en el puerto. Probablemente se trataba de un estibador o marinero, probablemente del Congo Belga, empleado por su fuerza física y gran capacidad de trabajo.
Aunque en las últimas semanas acompañado de su padre, Corinth, como muestra su posterior autobiografía, no guardaba buenos recuerdos de su estancia en Amberes. Encontró la ciudad "demasiado desorganizada para un prusiano" y concluyó que los grandes días de la pintura belga habían terminado.

## Imagen
El título de la pintura, Un Otelo, está escrito en la parte superior derecha. La alusión al moro de Venecia en el drama homónimo de William Shakespeare no parece tener un significado más profundo que una simple asociación accidental del artista. A primera vista es un retrato bastante convencional de un hombre negro, bastante excepcional para esa época. El hombre está pintado cerca del marco, el torso está ligeramente girado hacia la izquierda, creando una sensación de cercanía. Distintiva es la gran expresividad con la que está pintada la obra, con mucha dinámica, elaborada mediante amplias pinceladas enérgicas. Este método de trabajo se refleja particularmente en el jersey holgado de lana a rayas rojas y blancas, pintado de forma tosca, que destaca sobre un fondo uniforme gris verdoso. Los tonos de color oscuro se funden entre sí. En cierto sentido, el trabajo puede verse como un estudio de personajes. La figura representada irradia gran poder, pero al mismo tiempo evoca simpatía. Sus ojos están ligeramente ausentes, lo que le da a su mirada una expresión melancólica.
Durante su estancia en Amberes, Corinth estudió la obra de Pedro Pablo Rubens y Jacob Jordaens. La influencia de estos pintores se refleja principalmente en una coloración creciente en sus propias pinturas. Su método y técnica, sin embargo, recuerdan más a Frans Hals, aunque no está claro si ya había visto sus obras en este momento. En cualquier caso, la pincelada suelta anticipa sus obras posteriores, principalmente influenciadas por el impresionismo.

## Restitución

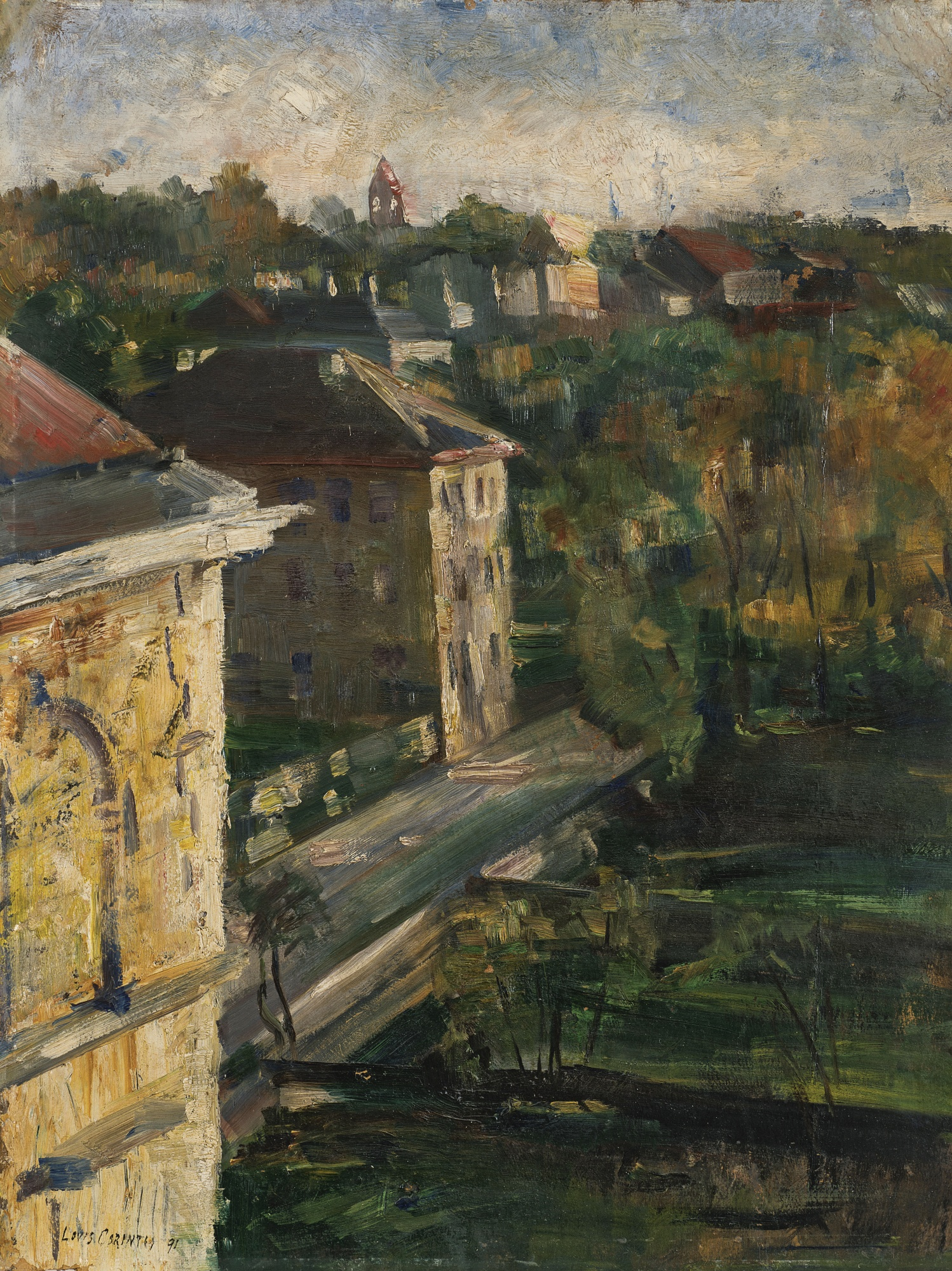
Vista desde el estudio en Múnich-Schwabing (1891), también fue devuelto en 2015 como pieza de arte saqueada por los nazis.

Un Otelo fue comprado por el Lentos Kunstmuseum de Linz en 1953 al marchante de arte y galerista berlinés Wolfgang Gurlitt, de quien no se sabe cómo adquirió la obra. Después de una extensa investigación para el municipio de Linz, la obra (junto con Vista desde el estudio en Múnich-Schwabing también de Corinth y una obra de Emil Nolde) fue devuelta como arte robado por los nazis a los herederos del comerciante y coleccionista de arte judío de Berlín Jean Baer y su esposa Ida en 2015. Jean Baer murió en 1930 y su esposa Ida fue asesinada en 1942 en el campo de concentración de Theresienstadt. La colección de arte de su esposo fue expropiada por los nazis en 1939.
En 2015, Un Otelo se vendió por 353.000 libras esterlinas (más de 450.000 euros) a un coleccionista privado, lo que significa que ya no está disponible al público.